# Esquirol terrestre de Kaokoveld
L'esquirol terrestre de Kaokoveld (Xerus princeps) és una espècie de rosegador de la família dels esciúrids. Viu a Angola i Namíbia. Es tracta d'un animal diürn i solitari que construeix els seus caus en afloraments rocosos o planes gravenques. El seu hàbitat natural són les muntanyes i els turons amb poca vegetació. És una espècie en risc mínim, és a dir, no sembla que hi hagi cap amenaça significativa per a la seva supervivència.